# Olga Hrubá
Olga Hrubá (* 1927 Rimavská Sobota) je česká aktivistka, bojovnice za lidská práva.

## Život
Olga Hrubá, rozená Sedláčková, se narodila na Slovensku, českému otci a slovenské matce. Emigrovala se svým manželem z Československa v roce 1949 a poté se ze zahraničí aktivně podílela na obraně lidských práv nábožensky věřících v komunistických státech východní Evropy. Vedla kampaň na záchranu života odsouzené Milady Horákové, československé političky popravené během komunistických politických procesů v 50. letech 20. století.
V letech 1946–1948 studovala na Karlově Univerzitě v Praze; velmi angažovala v akademickém klubu a také v České straně národně sociální, kde se seznámila s Miladou Horákovou. V roce 1949 kvůli politickým poměrům v zemi emigrovala do USA i se svým manželem, protestantským knězem. Ze zahraničí založili kampaň a psali dopisy prominentním a známým osobnostem ve snaze zachránit život odsouzené Milady Horákové. Po této neúspěšné kampani začali manželé Hrubí pomáhat hájit práva nábožensky věřících ve východní Evropě s pomocí deníku Náboženství v komunistických zemích. Jejich publikace byly vydávány ve více než 60 zemích světa. Manželé Hrubí však nepomáhali pouze protestantům a křesťanům, ale také Židům a muslimům, např. Krymským Tatarům a bulharským Turkům. Opakovaně také svědčili v Kongresu Spojených států amerických a zachránili tak životy stovky lidí v komunistických zemích, a lobbovali ve prospěch Václava Havla po vydání Charty 77. V roce 1988 obdrželi od tehdejšího prezidenta USA Ronalda Reagana vyznamenání za celoživotní zásluhy o lidská práva. V roce 2012 byla oceněna coby Významná česká žena ve světě.